# Armoiries de la Bourgogne-Franche-Comté
Ne doit pas être confondu avec Armoiries de la Franche-Comté.
Les armoiries de la Bourgogne-Franche-Comté ont été composées en 2017 par l'héraldiste Rémi Mathis, à la demande de la présidente de région Marie-Guite Dufay, pour servir de représentation visuelle à la région Bourgogne-Franche-Comté. Elles existent également sous la forme d'une bannière armoriée qui flotte désormais sur l'hôtel de région à Besançon.

## Description
| Ensemble                | Description | Description                                                                                     | Origines                                                                                           |
| ----------------------- | ----------- | ----------------------------------------------------------------------------------------------- | -------------------------------------------------------------------------------------------------- |
| Disposition : écartelé. |             | En 1 : d’azur semé de lis d’or à la bordure componée d’argent et de gueules.                    | Repris aux armoiries du duché de Bourgogne de l'époque de la maison de Valois (de pair avec le 4). |
| Disposition : écartelé. |             | En 2 et 3 : d’azur semé de billettes d’or à un lion couronné d’or, armé et lampassé de gueules. | Repris aux armoiries de la Franche-Comté, elles-mêmes reprises à celles du comté de Bourgogne.     |
| Disposition : écartelé. |             | En 4 : bandé d’or et d’azur de six pièces à la bordure de gueules.                              | Idem que pour le 1.                                                                                |

En totale contradiction avec l'usage héraldique[réf. nécessaire], la région a voulu spécifier les nuances « officielles » suivantes :
| Couleur | ● Azur   | ● Gueules | ● Or      |
| ------- | -------- | --------- | --------- |
| HTML    | #10069F  | #DA291C   | #FEDD00   |
| RVB     | 16 6 159 | 218 41 28 | 254 221 0 |

L'héraldique ignore toutefois ce genre de contraintes chromatiques : « azur » désigne l'idée du bleu, pas une nuance spécifique. Ces recommandations ne peuvent donc proprement valoir que pour le drapeau - la vexillologie autorisant, au contraire de l'héraldique, la spécification d'une nuance particulière.[réf. nécessaire]

## Histoire

### Contexte

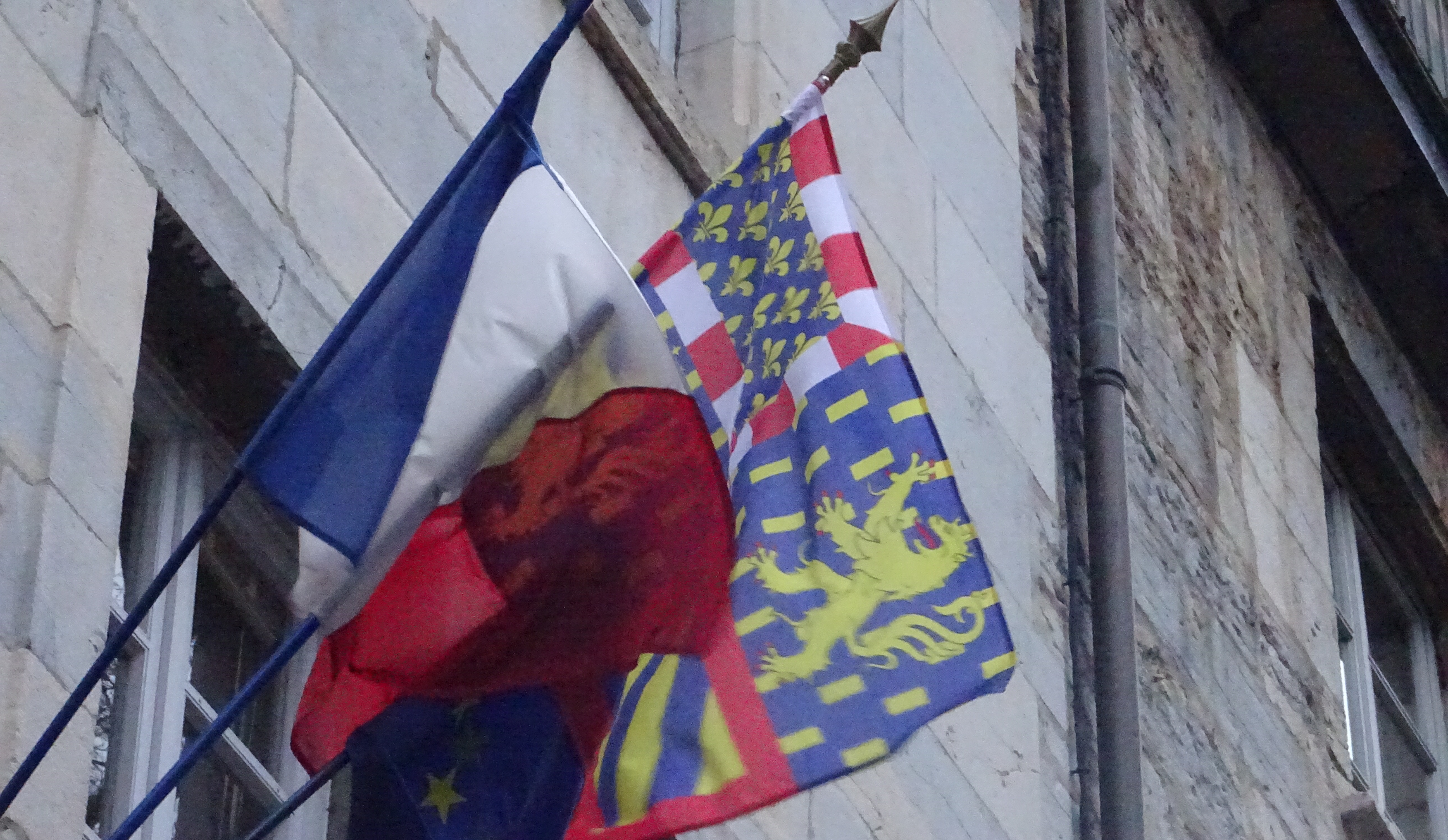
Drapeau de la Bourgogne-Franche-Comté flottant devant l'Hôtel de région à Besançon.

La nouvelle région Bourgogne-Franche-Comté a été créée en 2016 par fusion des anciennes régions Bourgogne et Franche-Comté, deux provinces possédant chacune une identité riche – liées entre elles – et des armoiries reconnues par leurs populations respectives.
L'ancienne région (1972-2015) Bourgogne comprenait une partie de la Bourgogne historique ainsi que des localités qui n'en faisaient pas partie (Nivernais, Yonne...). Les anciennes armoiries des ducs Valois de Bourgogne ont été rapidement adoptées par l'ensemble de la population.
L'ancienne région Franche-Comté (1972-2015) correspondait, elle, à l'ancien comté de Bourgogne, auquel est ajouté le duché de Montbéliard (français depuis 1793) et le territoire de Belfort. Là encore, les anciennes armes des comtes de Bourgogne ont été adoptés par l'ensemble de la population, y compris dans les parties n'ayant jamais appartenu à l'ancienne province de Franche-Comté.
Les deux provinces du duché et du comté de Bourgogne ont parfois été liées au cours de l'histoire. Elles ont notamment été sous vassalité commune de 1330 à 1361, puis sous les grands ducs-comtes de Bourgogne de la dynastie Valois (1384-1477/1493).
Ces derniers ont d'ailleurs laissé pour héritage commun aux deux provinces, la croix de Bourgogne, qui aurait pu facilement apparaître dans les nouvelles armoiries. La croix de Bourgogne a été l'emblème des deux Bourgognes (puis des Pays-Bas espagnols et de l'Empire espagnol des Amériques) à partir de Jean Ier de Bourgogne, dit Jean sans Peur, duc de Bourgogne, comte de Flandre, d'Artois, comte palatin de Bourgogne (c'est-à-dire de Franche-Comté) (° 28 mai 1371 à Dijon - † 10 septembre 1419). La croix de Bourgogne est fréquente dans l'héraldique espagnole (connue sous le nom de cruz de Borgoña), et fait encore partie des armes du roi d'Espagne. En tant qu'emblème de la grande Bourgogne, cet emblème est aussi fréquemment employé en Franche-Comté.[réf. nécessaire]

Drapeau de la Franche-Comté.
Drapeau de la Bourgogne.
La croix de Bourgogne

### Composition

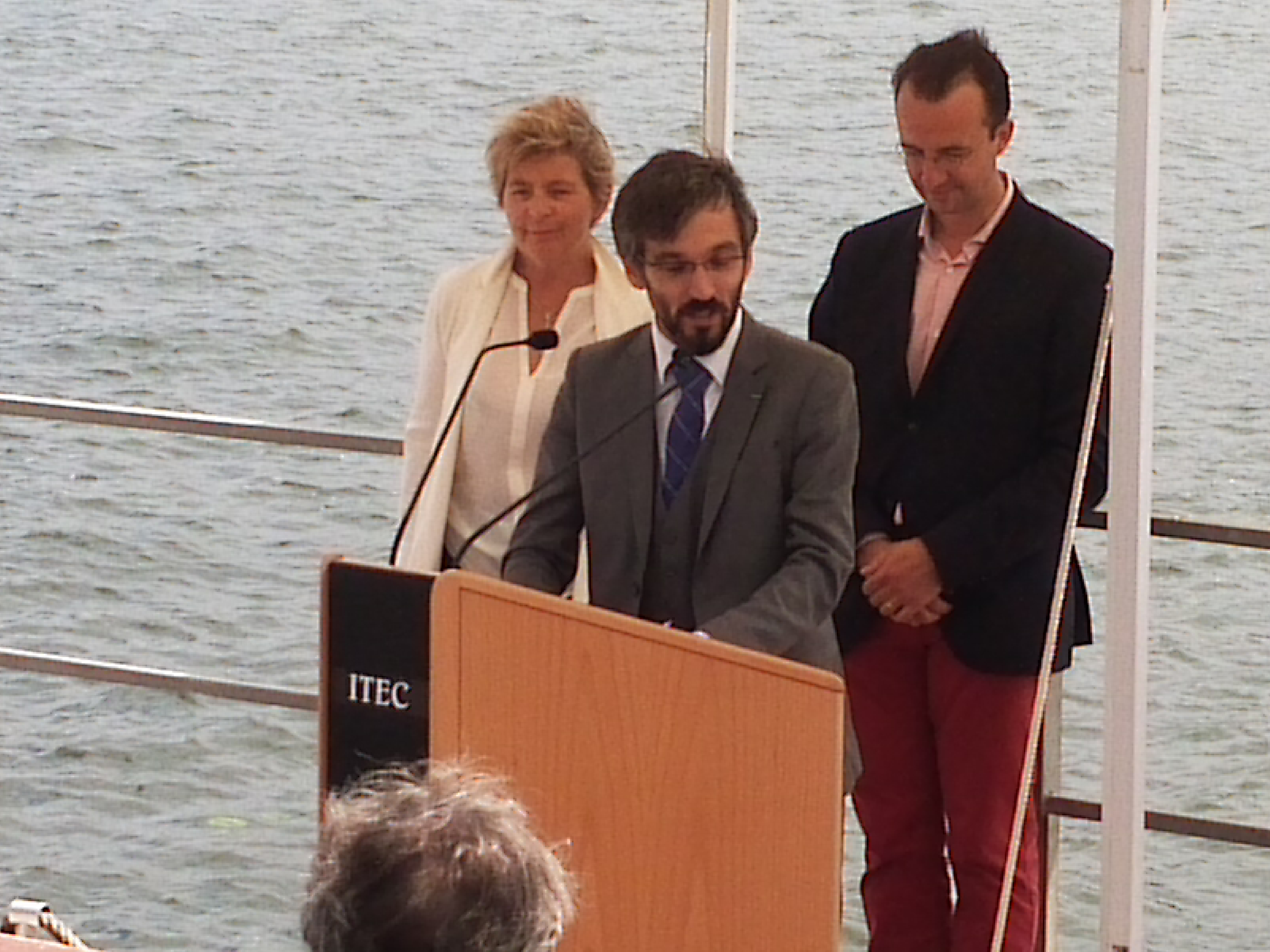
Rémi Mathis présentant les armoiries lors de la cérémonie de Saint-Jean-de-Losne, le 12 juillet 2017. Derrière lui, Marie-Guite Dufay et Édouard Bouyé

Le Conseil régional de Bourgogne-Franche-Comté dispose depuis 2016 d'un logo, à usage interne. Il souhaitait toutefois qu'existe un symbole capable de fédérer la population et représente la région (et non son administration).
La présidente Marie-Guite Dufay a pour cela demandé à un groupe d'historiens locaux de travailler sur le sujet. Le groupe était composé de :
- Rémi Mathis, conservateur à la Bibliothèque nationale de France, originaire de Franche-Comté
- Édouard Bouyé, directeur des Archives départementales de la Côte d'Or ;
- Gérard Moyse, ancien directeur des Archives départementales de la Côte d'Or et de la Haute-Saône
- Jean-Claude Duverget, ancien professeur d’histoire et élu régional de Franche-Comté de 1986 à 2010 ;
- Pierre Gresser, professeur honoraire d’histoire à l’université de Franche-Comté ;

Le groupe a remis la proposition de Rémi Mathis à la présidente de région. La Commission nationale d'héraldique a validé et entériné la proposition, qui fut ensuite adoptée en assemblée plénière du Conseil régional, le 29 juin 2017.
Une présentation officielle des armoiries a eu lieu lors d'une cérémonie à Saint-Jean-de-Losne le 12 juillet 2017.